# Haaksnavelvanga
De  haaksnavelvanga (Vanga curvirostris) is een endemische vogelsoort  uit de familie vanga's (Vangidae), een familie  van zangvogels die alleen op Madagaskar voorkomt.

## Kenmerken
De haaksnavelvanga is middelgroot, 25 tot 29 cm lang. Meest opvallend is het zwart-wit contrast in het verenkleed. Hij verschilt van de andere twee soorten met een opvallend zwart-wit verenkleed (de sikkelvanga en de witkopvanga) door zijn relatief korte snavel met aan het eind een haak (waarop een zilverkleurig vlekje). De haaksnavelvanga is verder zwart boven het oog en dit zwart loopt door tot achter op de kop. De kop onder het oog en op het voorhoofd is wit en dit wit loopt door  tot de buik. De staart in van boven grijs, verder zwart en heeft witte punten op de uiteinden van de staartveren.
Mannetje en vrouwtje verschillen onderling niet, onvolwassen vogels hebben bruine vlekken op de vleugels.

## Verspreiding en leefgebied
De haaksnavelvanga komt wijdverspreid voor op Madagaskar in verschillende typen bos, in struikgewas, in gebieden rond dorpen en in aanplantingen, tot op een hoogte van 1500 m boven de zeespiegel.

De soort telt twee ondersoorten:
- V. c. curvirostris: westelijk, noordelijk en oostelijk Madagaskar.
- V. c. cetera: zuidelijk Madagaskar.

## Status
De grootte van de populatie is niet gekwantificeerd maar de soort wordt omschreven als algemeen. Op de Rode lijst van de IUCN heeft deze soort de status niet bedreigd.